# Пробудження смерті (фільм, 2004)
Пробудження смерті (англ. Wake of Death) — бойовик 2004 року режисера Філіппе Мартінеса.

## Сюжет
Бен Арчер, гангстер з Марселя, вирішує припинити свою діяльність, щоб більше часу проводити із сім'єю. Але незабаром його сім'ю чекає небезпека. Дружина Арчера вирішує прихистити на час дівчинку з Гонконгу, чия мати була жорстоко вбита її батьком, лідером тріади. Однак той, бажаючи повернути назад свою дочку, знаходить її в сім'ї Арчерів. Діти рятуються, але дружина Арчера гине від руки китайського злочинця. Тепер Бену належить жорстоко мстити.

## У ролях
| Актор             | Роль          |
| ----------------- | ------------- |
| Жан-Клод Ван Дамм | Бен Арчер     |
| Саймон Ям         | Сунь Цюань    |
| Філіп Тан         | Хан           |
| Валері Тіан       | Кім           |
| Тоні Шиена        | Тоні          |
| Клод Ернандес     | Реймонд       |
| Ліза Кінг         | Синтія Арчер  |
| Ентоні Фріджон    | Макс          |
| Денні Кеог        | Мак Гоггінс   |
| П'єр Маре         | Ніколас Арчер |
| Воррік Гріер      | Да Коста      |
| Том Ву            | Енді Ван      |